# Jakobikirche (Bäntorf)

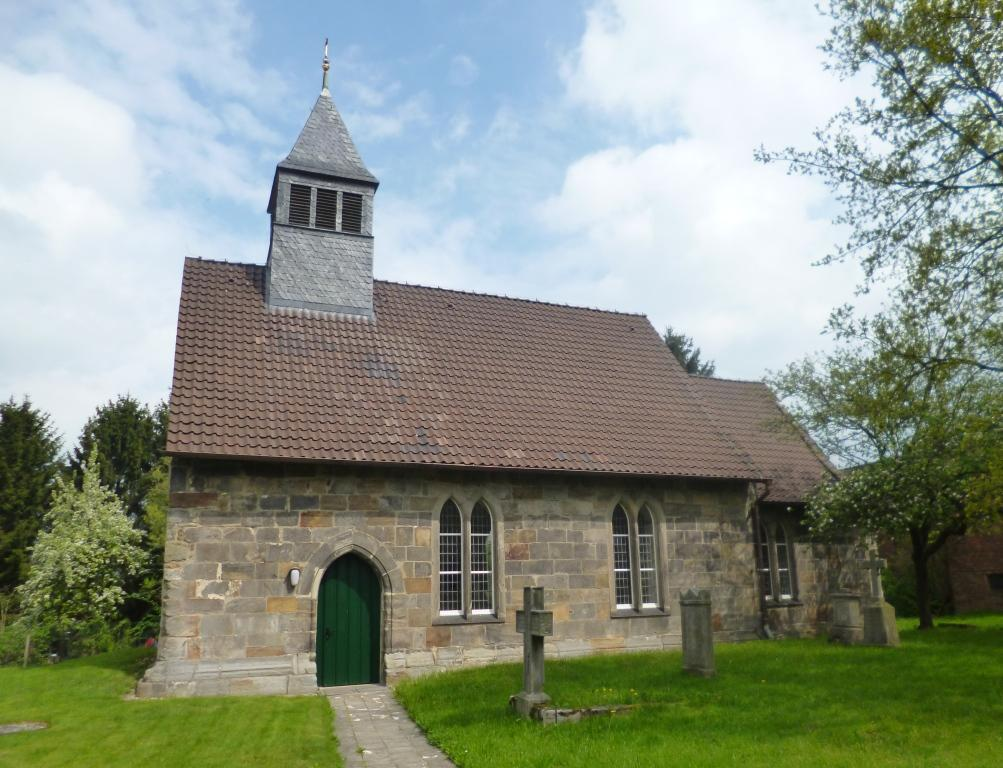
Jakobikirche

Die Jakobikirche ist eine evangelisch-lutherische Kirche in Bäntorf, einem Ortsteil von Coppenbrügge im Landkreis Hameln-Pyrmont.

## Geschichte der Kirchengemeinde
Die Kirchengemeinde in Bäntorf war seit 1568 als mater combinata mit dem benachbarten Brünnighausen pfarramtlich verbunden. Bis 1819 war sie Teil der Grafschaft Spiegelberg. Nach dem Ankauf der Grafschaft durch das Königreich Hannover wurde sie 1821 kirchlich der Inspektion Münder zugeteilt. 1867 kam sie an die Inspektion Oldendorf.
1963 wurden die Kirchengemeinden Brünnighausen und Bäntorf zur Kirchengemeinde Brünnighausen-Bäntorf vereinigt. Sie gehört zum Kirchenkreis Hildesheimer Land-Alfeld im Sprengel Hildesheim-Göttingen der Evangelisch-lutherischen Landeskirche Hannovers.

## Kirchenbau
Die Kirche mit rechteckigem Schiff aus Sandsteinquaderwerk mit eingezogenem Altarraum und nochmals zurückgenommener dreiseitiger, innen gerundeter Apsis wurde um 1280 errichtet. Die gekuppelten Spitzbogenfenster wurden im Zuge der Restaurierung unter Conrad Wilhelm Hase in den 1880er Jahren neu gestaltet. Bei einer grundlegenden Renovierung erhielt die Kirche 1964/65 einen neuen Dachreiter.
Die ursprünglich gewölbte Decke wurde durch eine flache Balkendecke ersetzt. Im Innern wird die Apsis durch einen Kanzelaltar (um 1810) verstellt.